# Snydale
Snydale är en ort i civil parish Featherstone, i distriktet Wakefield, i grevskapet West Yorkshire, i England. Snydale var en civil parish från 1866 till 1938 då den blev en del av Ackton and Snydale och Huntwick with Foulby and Nostell. Denna civil parish hade 2 101 invånare år 1931.